# Dardanie (Asie Mineure)
Pour les articles homonymes, voir Dardanie.

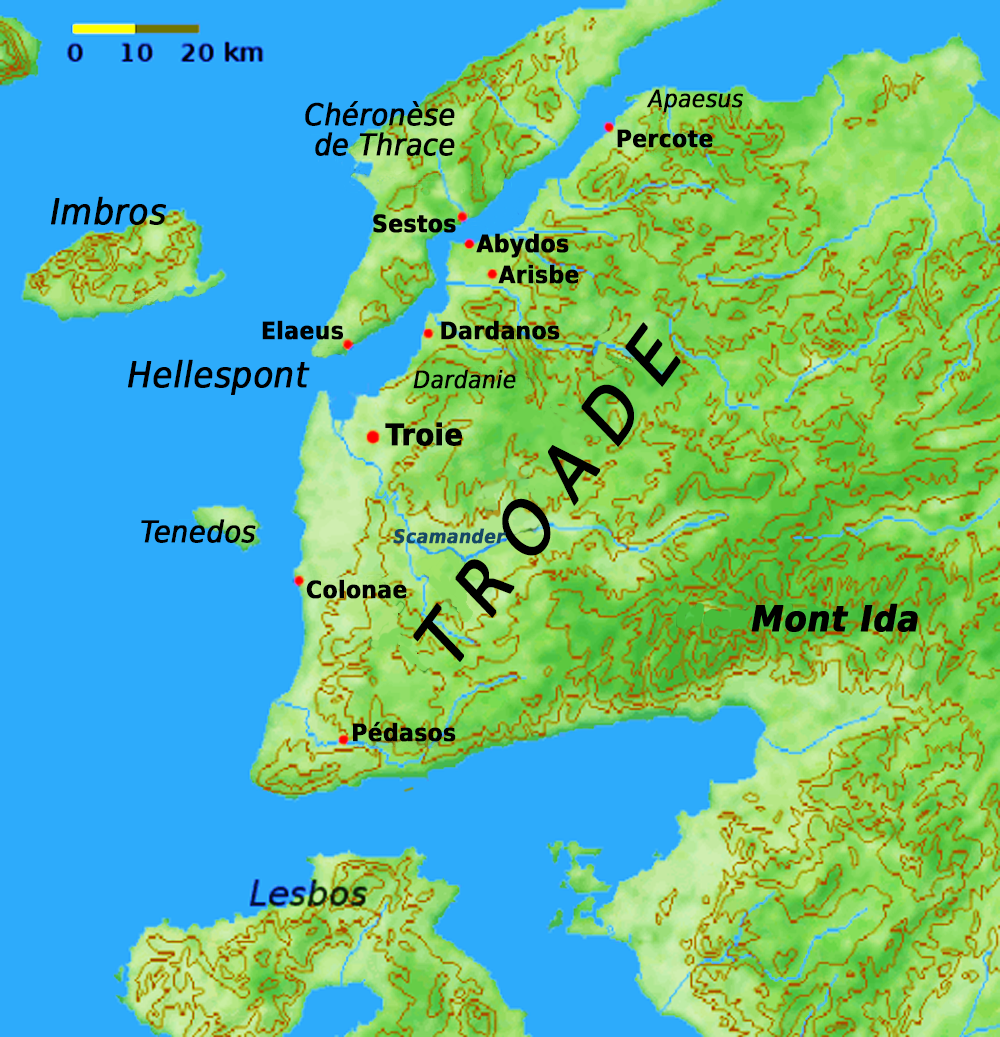
Carte de la Troade près de l’Hellespont (détroit des Dardanelles). La Dardanie se trouve à peu près au milieu de la carte, entre Troie et Abydos.

La Dardanie d’Asie mineure est, comme celle des Balkans, une région antique au contact du monde hellénique ; une colonie grecque s’y trouve : Dardanos, sur la rive asiatique de l’Hellespont au sud-ouest de l’antique ville d'Abydos. L’actuel détroit des Dardanelles en tire son nom. Dardanos est aujourd’hui la ville turque de Kepez (en). 

## Notice historique
Selon Apollodore et Homère, la cité de Dardanos portait le nom de son fondateur Dardanos, venu de l’île voisine de Samothrace. Les populations autochtones n’avaient alors pas de villes et vivaient sur les pentes du mont Ida. D’après Apollodore, on peut assimiler ces tribus aux Teucriens, sujets du roi Teucros. À la mort de celui-ci, Dardanos, qui a épousé sa fille Batia, devient roi des Teucriens dès lors appelés Dardanoi, les Dardanes. Plus tard, Troie fut fondée par son arrière-petit-fils Ilos et le nom de Troyens apparut. Les auteurs tardifs utilisent indistinctement les termes « Troyens, Dardaniens », voire « Teucriens » pour nommer le peuple de Troade. Néanmoins pour Homère et Apollodore, les deux groupes sont distincts, comme en témoignent ces vers du Catalogue des Troyens :

« En tête des Troyens marche le grand Hector[…]

Énée a les guerriers dardaniens sous ses ordres. »